# Engelbrechten’scher Hof

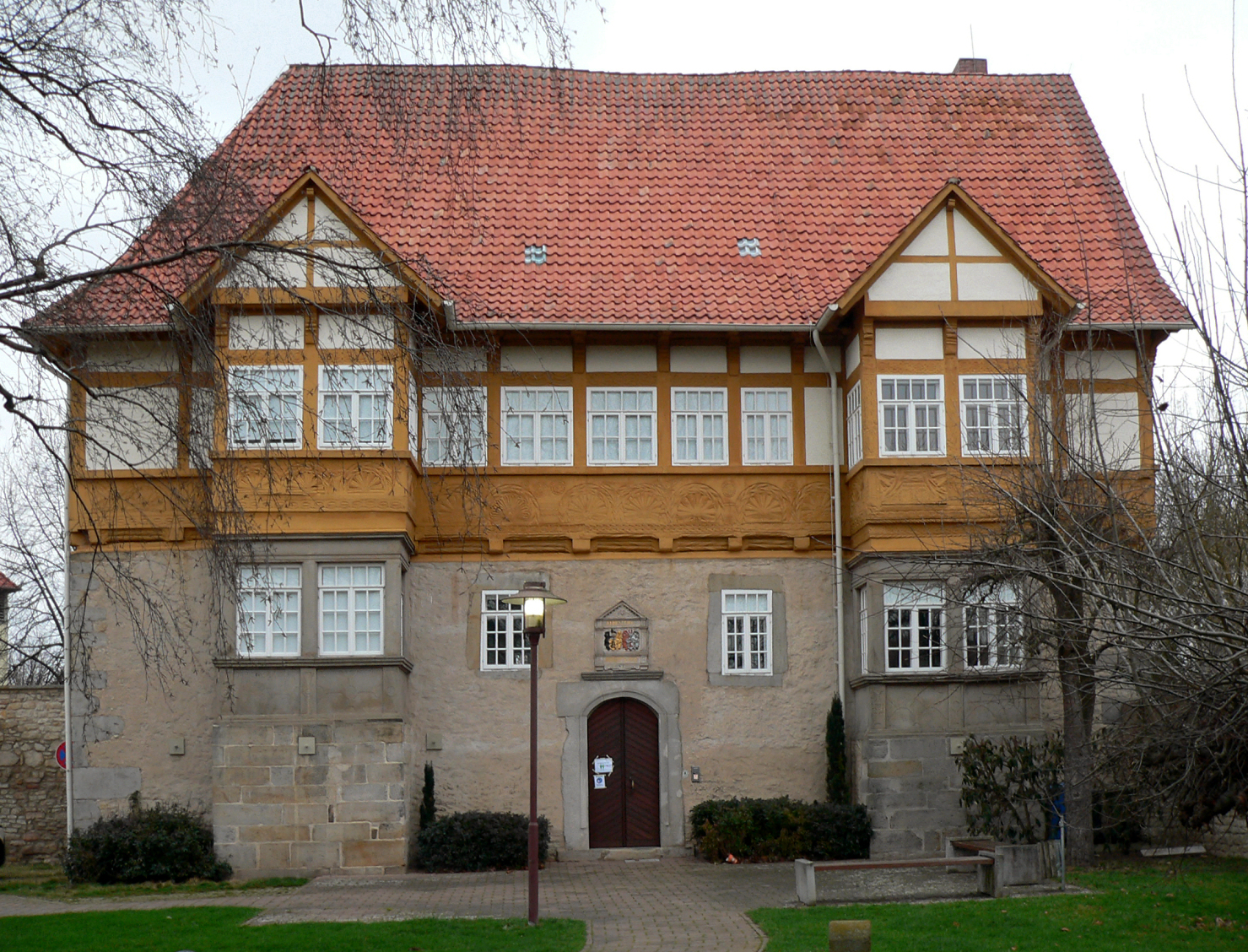
Der Engelbrechten’sche Hof

Als Engelbrechten’scher Hof wird ein 1590 im Renaissancestil errichteter Adelshof in Gronau in Niedersachsen bezeichnet. Es gehörte zu einem im Mittelalter entstandenen Burgmannshof des Adelsgeschlechts Bock von Northolz. Heute ist das denkmalgeschützte Bauwerk das älteste erhaltene Gebäude der Stadt und beherbergt das Stadtmuseum.

## Baubeschreibung

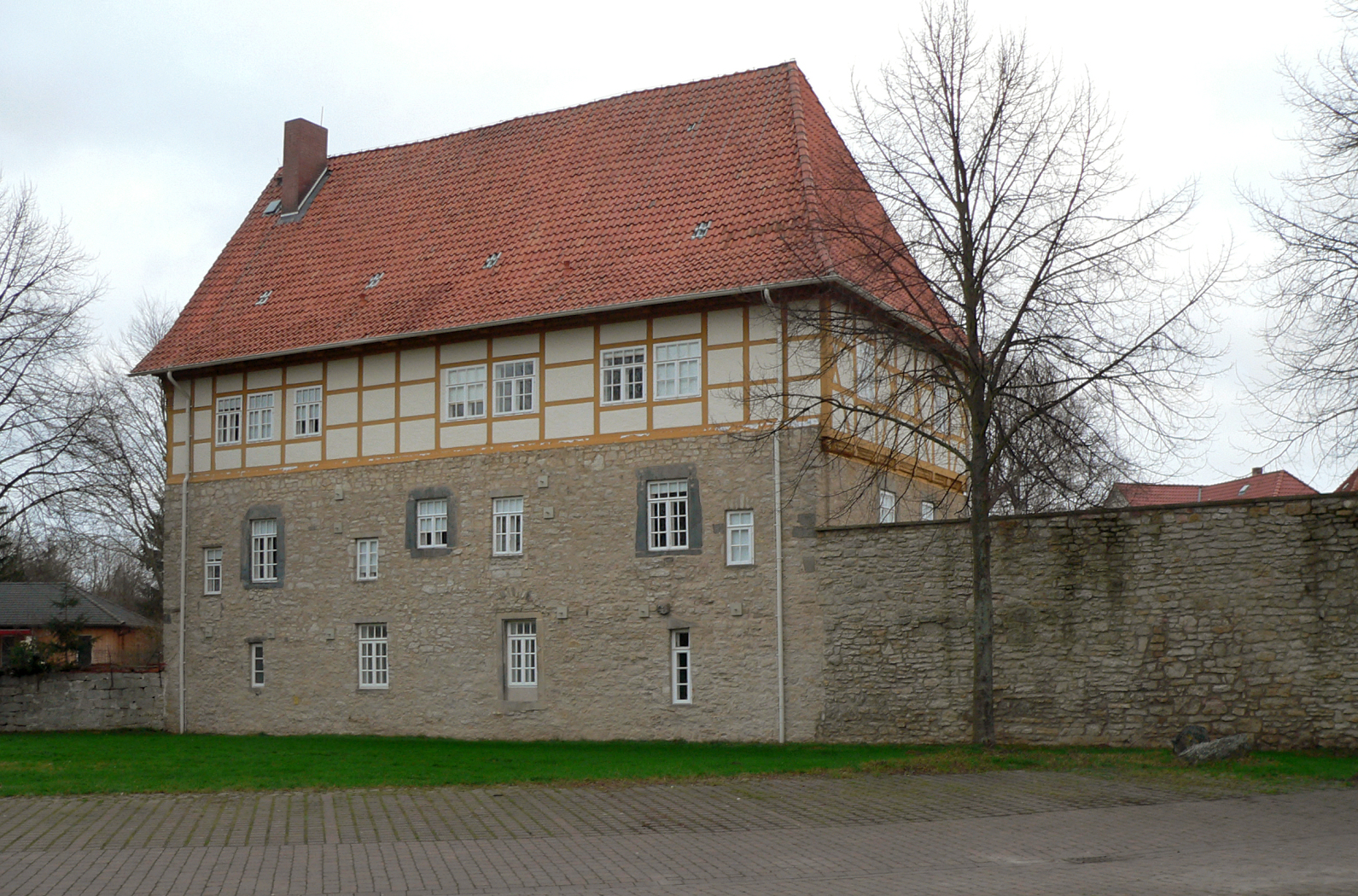
Gebäuderückseite an der Stadtmauer

Das Gebäude ist mit der Rückwand an die Stadtmauer der Gronauer Stadtbefestigung gebaut worden. Es hat ein erhöhtes Erdgeschoss, dass aus Bruchsteinmauerwerk besteht. Das darüber liegende Wohngeschoss ist ein Fachwerkbau. Aus der Fassade springen zwei Ausluchten mit Dreiecksgiebeln hervor, die sich über beide Geschosse ziehen. Die Vorsprünge der Ausluchten sind im Wohngeschoss durch eine Fensterreihe verbunden. Als Fassadenschmuck dient ein breites Band mit holzgeschnitzter Ornamentik im unteren Bereich des Wohngeschosses. Neben dem Hauptgebäude befanden sich an der Stadtmauer zwei niedrigere Nebengebäude, die nicht mehr bestehen.

## Geschichte
Nach der Stadtgründung um 1298 siedelte sich mehrere Adelsgeschlechter innerhalb der Stadtmauern an und errichteten Burgmannshöfe, unter anderem die Bock von Wülfingen mit dem Bock’schen Hof I und dem Bock’schen Hof II. Die Familie der Bock von Northolz erbaute einen Burgmannshof, der durch verschiedene Ereignisse mehrfach zerstört und wieder aufgebaut wurde. Das waren ein Brand im Jahr 1518, die Eroberung von Gronau 1522 in der Hildesheimer Stiftsfehde und ein Stadtbrand von 1577. Als wehrhaften Bau errichteten Barthold Bock von Northolz und seine Frau Anna von Sversen das heute noch vorhandene Gebäude des Adelshofes. Von den Erbauern und dem Baujahr zeugt eine Inschriftentafel über dem Eingangsportal. 

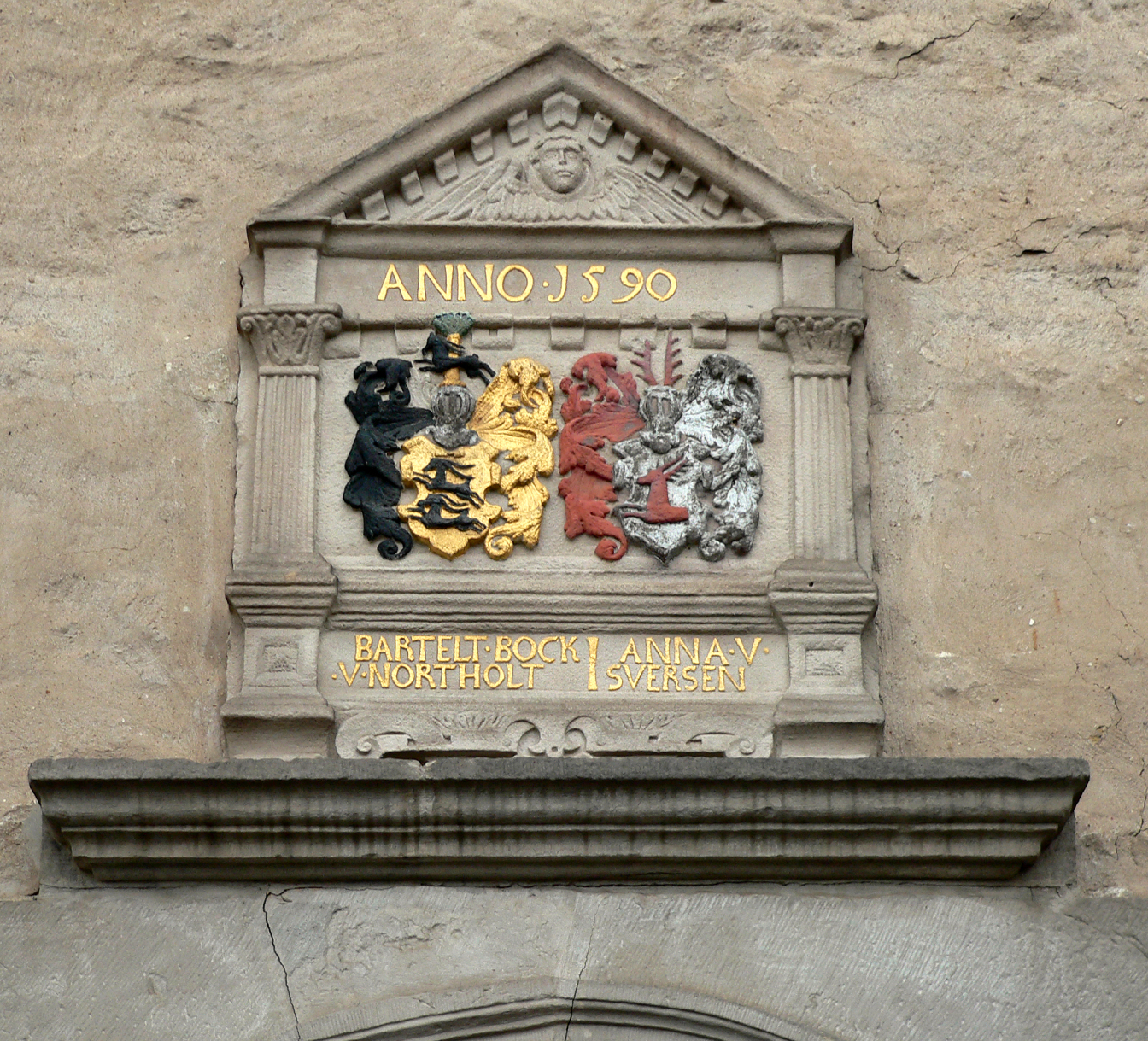
Inschriftentafel mit dem Baujahr 1590 und den Namen der Erbauer

Als das Geschlecht Bock von Northolz 1626 erlosch, fiel das Lehen an den Herzog von Braunschweig-Lüneburg. 1632 vergab Herzog Friedrich Ulrich das Lehen mit dem Besitz der Familie Bock von Northolz erneut. Er kam an seinen Geheimen Rat und Kanzler Arnold Engelbrecht. Seiner Familie Engelbrecht gehörte der Adelshof bis ins 20. Jahrhundert. Seit der Zeit um 1800 wurde das Hauptgebäude als Wohnraum vermietet. 1973 übereignete Friedrich von Engelbrechten das Gebäude der Stadt Gronau, die es von 1976 bis 1982 restaurieren ließ. Anschließend wurde es vom Stadtmuseum und vom Stadtarchiv genutzt. Seit der Auslagerung des Stadtarchivs 2003 ist es alleiniger Sitz des Museums.